# Дорово
Дорово (пол. Dorowo, нім. Dorow) — село в Польщі, у гміні Ресько Лобезького повіту Західнопоморського воєводства.
Населення — 232 особи (2011).
У 1975-1998 роках село належало до Щецинського воєводства.

## Демографія
Демографічна структура станом на 31 березня 2011 року:
|          | Загалом | Допрацездатний вік | Працездатний вік | Постпрацездатний вік |
| -------- | ------- | ------------------ | ---------------- | -------------------- |
| Чоловіки | 109     | 36                 | 67               | 6                    |
| Жінки    | 123     | 36                 | 67               | 20                   |
| Разом    | 232     | 72                 | 134              | 26                   |